# Michael Suby
Michael Adamson Suby é um músico, compositor de trilhas sonoras e produtor musical americano, conhecido por compor trilhas sonoras para diversos filmes e séries americanas, se destacando o filme Efeito Borboleta e a série Diários de um Vampiro.
Michael Suby, também é empresário, dono da produtora musical S3 Music + Sound junto com Steve Schemerhorn e Adam Sanborne.
Em 2000, ele se graduou pela Berklee College of Music de Boston, Massachusetts nos Estados Unidos, reconhecida como a maior escola de música do mundo.

## Filmografia

### Filmes
- 2004 - Efeito Borboleta
- 2004 - Able Edwards
- 2004 - Handshake
- 2005 - Tamara
- 2005 - O Zodíaco
- 2006 - Efeito Borboleta 2
- 2007 - Watching the Detectives
- 2007 - Robot Chicken: Star Wars
- 2007 - Home of the Giants
- 2008 - Robot Chicken: Star Wars Episode II
- 2009 - Kill Theory
- 2009 - The Shortcut

### Documentário
- 2003 - The Real Cancun - Documentário

### Séries
- 2005 - Starting Over
- 2005 - The Simple Life
- 2005 - The Scholar
- 2006-2009 - Kyle XY
- 2007 - America's Psychic Challenge
- 2007-2008 - Frango Robô
- 2007-2009 - Keeping Up with the Kardashians
- 2008 - Living Lohan
- 2008 - Old Skool with Terry and Gita
- 2009 - Models of the Runway
- 2009-2010 - Make It or Break It
- 2009-2010 - Kourtney and Khloé Take The Hamptons
- 2009-presente - Diários de um Vampiro
- 2010-2011 - Project Runaway
- 2010-2011 - Maldosas
- 2013-presente - Os Originais[4]